# Larry David
Pour les articles homonymes, voir David.
Lawrence David, dit Larry David, est un humoriste, acteur et scénariste américain, né le 2 juillet 1947 à New York.

## Biographie

### Débuts et révélation
Lawrence Gene David naît à Brooklyn (arrondissement de New York), dans une famille juive. Après des études d'histoire et de commerce, il entame une carrière de comique de stand-up dans le circuit new-yorkais. Il travaille de 1980 à 1982 comme acteur et auteur sur Fridays, une émission comique de la chaîne ABC rivale du Saturday Night Live de NBC. Après l'arrêt de Fridays, il rejoint l'équipe d'auteurs du Saturday Night Live de 1984 à 1985. Il ne fait jouer qu'un sketch de son cru et, frustré, fini par quitter le show.
En 1989, il s'associe avec Jerry Seinfeld pour créer une sitcom autour du personnage de ce dernier, Seinfeld, série dont Larry David est le producteur. Durant les sept premières saisons, il en est aussi le show runner, le principal maître d'œuvre. L'influence de Larry David sur la série est cruciale. Le personnage de George Costanza est son double à l'écran. Il est également à l'origine de l'implication dans la série de Michael Richards et de Julia Louis-Dreyfus, qu'il avait rencontrés dans d'autres émissions auxquelles il avait collaboré. Il est le scénariste du plus grand nombre d'épisodes durant cette période. Après la septième saison, David, épuisé par le stress et les responsabilités, quitte son poste de show runner, repris par Jerry Seinfeld durant les deux saisons suivantes. Il signe néanmoins le scénario du dernier épisode de la série. On estime que les droits de syndication et les ventes de DVD de Seinfeld ont valu à Larry David la somme de 250 millions de dollars.

### L'aprèsSeinfeld

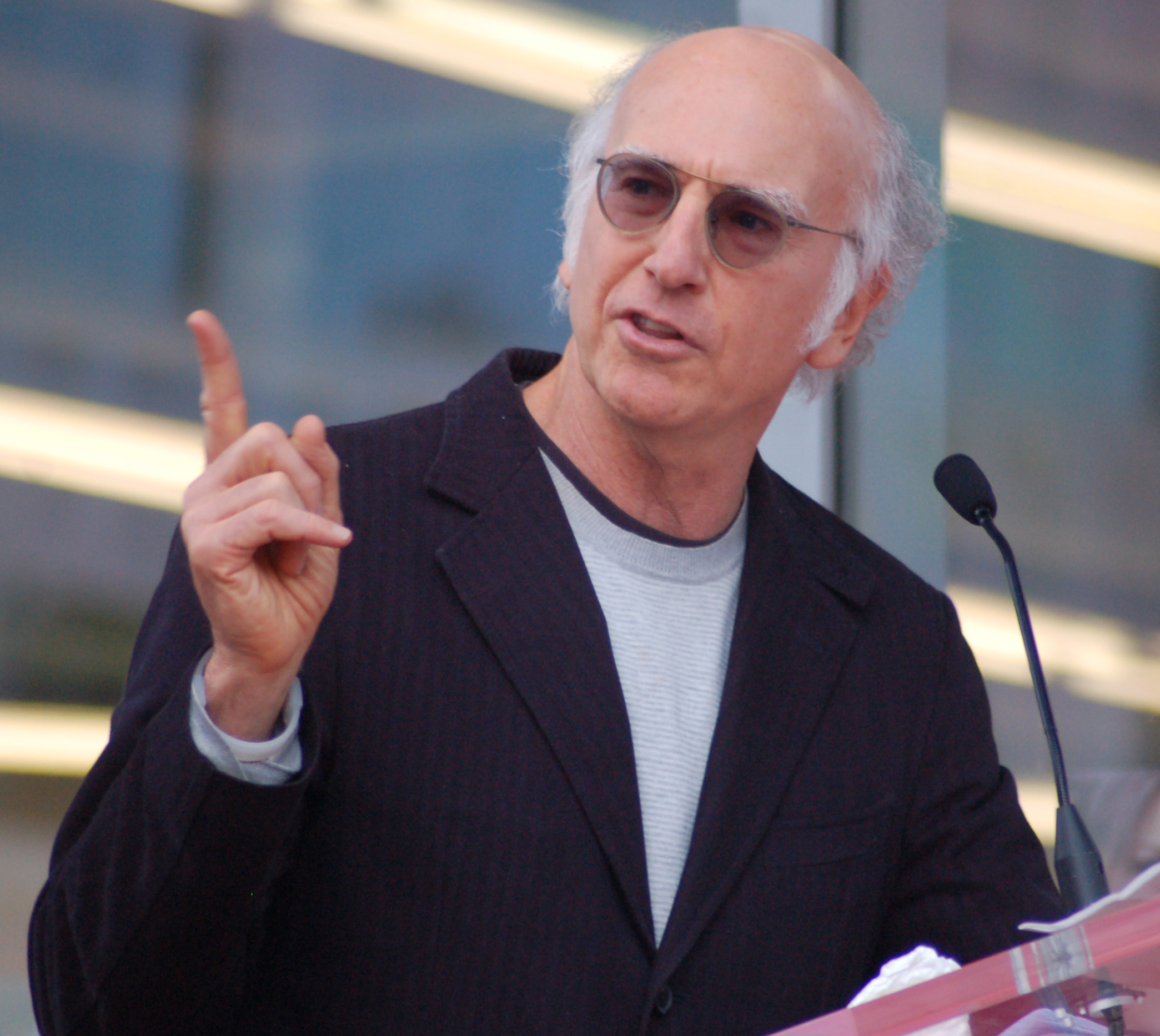
En 2009, au Hollywood Walk of Fame.

En 1998, Larry David écrit et réalise une comédie noire, Sour Grapes, qui est un échec critique et public. Un flop néanmoins noyé dans le succès phénoménal de Seinfeld. C'est donc à la télévision qu'il fait le choix de revenir.
En 1999, il revient comme auteur et vedette d'une émission spéciale de la chaîne HBO, Larry et son nombril (Curb Your Enthusiasm). Le programme, qui raconte comment une version fictive de lui-même envisage un retour au stand-up, connaît un succès critique et d'audiences. Le scénariste désormais acteur accepte donc de transformer l'essai avec une suite, sous forme de série télévisée.
Durant neuf saisons, il y incarne ainsi Larry David, un sexagénaire richissime mais névrosé et maladroit qui se retrouve régulièrement dans des situations inconfortables, souvent face à des célébrités hollywoodiennes (tenant souvent leur propre rôle). Les situations et les dialogues sont partiellement improvisés, chacun des comédiens se voyant confier la trame générale de chaque scène à laquelle il participe. La série est multi-récompensée, pour son écriture et sa distribution, David étant parvenu à créer une galaxie de personnages principaux et récurrents. En 2004, Il apparaît lui-même dans l'épisode 8 de la première saison de la nouvelle série Entourage dans lequel il joue son propre rôle. Et, plus original encore, en 2007, dans l'épisode 7 de la saison 2 de la série jeunesse Hannah Montana.
L'année 2009 marque l'apogée de cette période : il parvient non seulement à réunir le casting de Seinfeld pour la septième saison de Larry et son nombril, mais fait surtout ses débuts en tant qu'acteur de cinéma, dans le premier rôle de la comédie Whatever Works, la nouvelle production de Woody Allen. Il y interprète un personnage atrabilaire, proche de celui que s'attribue traditionnellement Allen dans ses films : incompris, hypocondriaque, insensible aux préoccupations de ses semblables (la réussite sociale, le modèle de la famille parfaite). En revanche, cette version plus agressive du « double » de Woody Allen est aussi plus passive et résignée dans la thématique sexuelle, chère au réalisateur.
En 2011, est diffusée la huitième saison de Curb Your Enthusiasm. 
Après une pause de cinq ans, Larry David a annoncé qu'une neuvième saison était en préparation, en déclarant : « Pour reprendre les mots immortels de Jules César : Je suis parti, je n’ai rien fait, je suis revenu ».
La neuvième saison a été diffusée à partir du 1er octobre 2017.
Le 14 décembre 2017, HBO a renouvelé la série pour une dixième saison, prévue pour le 19 janvier 2020.
En 2012, il se contente d'une apparition dans un rôle secondaire décalé, celui de la sœur Mary-Mengele, pour la comédie potache Les Trois Corniauds, de Peter et Bobby Farrelly. Mais en 2013, il tente de nouveau l'expérience du long-métrage, en tant que scénariste/réalisateur, avec Clear History, un téléfilm pour la chaîne HBO. Les critiques sont moyennes.
En 2015, il fait ses grands débuts à Broadway, en tête d'affiche de la comédie A Fish in the Dark. Un record de pré-ventes.
Durant la saison 2015-2016 de Saturday Night Live, il fait des apparitions régulières en personnifiant le sénateur de l'État du Vermont, Bernie Sanders, candidat aux primaires démocrates de 2016.

## Filmographie

### Comme scénariste
- 1987 : Norman's Corner (téléfilm)
- 1989-1998 : Seinfeld (série télévisée)
- 1998 : Sour Grapes
- 1999-2024 : Larry et son nombril (Curb Your Enthusiasm) (série télévisée)

### Comme acteur
- 1980 : Fridays (série télévisée) : Various Characters
- 1983 : Second Thoughts : Monroe Clark
- 1983 : Can She Bake a Cherry Pie? : Mort's Friend At Cafe
- 1987 : Radio Days : Communist Neighbor
- 1989 : New York Stories : Theater Manager
- 1991-1998 : Seinfeld (série télévisée), 39 épisodes
- 1998 : Sour Grapes : Studio Executive, annoying doctor, singing bum (voix)
- depuis 1999 : Larry et son nombril (Curb Your Enthusiasm) (série télévisée) : Larry David
- 2004 : Entourage (série télévisée) : lui-même
- 2007 : Hannah Montana (série télévisée) : lui-même
- 2009 : Whatever Works : Boris Yellnikoff
- 2012 : The Three Stooges : Sœur Mary-Mengele
- 2013 : Clear History : Nathan Flomm

### Comme producteur
- 1989-1998 : Seinfeld (série télévisée)
- depuis 1999 : Larry et son nombril (Curb Your Enthusiasm) (série télévisée)
- 2004 : Envy

### Comme réalisateur
- 1998 : Sour Grapes

## Distinctions

### Récompenses
- Emmy Awards 1993 : meilleure série comique pour la série Seinfeld
- Emmy Awards 1993 : meilleure scénario pour une sitcom pour la série Seinfeld
- Golden Globes 1994 : meilleure série comique pour la série Seinfeld en tant que producteur et scénariste
- Golden Globes 2003 : meilleure série comique pour la série Larry et son nombril en tant que producteur et scénariste
- People's Choice Awards 1996 : meilleure série comique pour la série Seinfeld
- People's Choice Awards 1997 : meilleure série comique pour la série Seinfeld
- People's Choice Awards 1998 : meilleure série comique pour la série Seinfeld
- American Cinema Editors 1997 : meilleure série d'une demi-heure créée pour la télévision pour la série Seinfeld
- British Comedy Awards 1998 : meilleure émission télévisée de comédie internationale pour la série Seinfeld
- GLAAD Media Award 1994 : meilleure série télévisée pour la série Seinfeld
- Laurel Award for Television Writing Achievement 2010 : meilleur scénariste